# Jay Lovestone
Jay Lovestone (* 15. Dezember 1897 als Jakob Liebstein in Molchad, Gouvernement Grodno, Russisches Kaiserreich; † 7. März 1990 in New York City) war ein US-amerikanischer Politiker, Gewerkschaftsfunktionär und Verbindungsmann der CIA (the labor movement's chief CIA liaison). 
Lovestone gehörte von 1914 bis 1919 der Socialist Party of America, danach verschiedenen Vorgängerorganisationen der Kommunistischen Partei der USA (CPUSA) und schließlich – in leitenden Funktionen – bis 1929 dieser selbst an. Nach seinem Parteiausschluss gründete und leitete er mit der Communist Party of the USA (Opposition) eine ihrem politischen Gehalt nach mit der deutschen KPD-O vergleichbare Gruppierung. Durch Vermittlung des antikommunistischen Gewerkschaftsführers David Dubinsky wurde Lovestone 1937 Mitarbeiter des Präsidenten der Automobilarbeitergewerkschaft UAW Homer Martin, der in schwere Auseinandersetzungen mit Gewerkschaftsfunktionären verwickelt war, die der CPUSA angehörten oder nahestanden. Hier und in den Folgejahren erwarb sich Lovestone eine Reputation als „Fachmann“ für die Zurückdrängung und Ausschaltung kommunistischen Einflusses in der Gewerkschaftsbewegung. 
In diesem Sinne anfänglich nur im nationalen Maßstab tätig, entwickelte sich Lovestone nach dem Zweiten Weltkrieg zur „grauen Eminenz“ eines zunächst europa- und schließlich weltweit verzweigten Netzwerkes rechtssozialdemokratischer Politiker und Gewerkschafter, die er – nunmehr von State Department und CIA finanziert und instruiert, offiziell aber als „außenpolitischer Berater“ des AFL-CIO-Präsidenten George Meany camoufliert – bei der Bekämpfung kommunistischer Parteien und linker Sozialdemokraten unterstützte und auf einen proamerikanischen Kurs einschwor. Ausmaß, Arbeitsweise und Bedeutung dieses „Lovestone Intelligence Service“ wurden erst 1995 nach der Öffnung von Lovestones Nachlass in Grundzügen bekannt und liegen in Teilen nach wie vor im Dunkeln.

## Herkunft, Jugend und Ausbildung
Lovestone kam 1897 als Jakob Liebstein in Molchad (jiddisch Maytshet, heute Moŭčadź, Breszkaja Woblasz, Weißrussland) zur Welt. Sein Vater, ein lokal angesehener orthodoxer Rabbiner, entschloss sich unter dem Eindruck der im Gefolge der Revolution von 1905 durch die rechtsradikalen Schwarzhunderter entfachten antisemitischen Pogromwelle zur Auswanderung und ging mit der ältesten Tochter 1906 in die Vereinigten Staaten; im September 1907 folgte der Rest der Familie nach.
Die Liebsteins lebten zunächst in der Hester Street auf Manhattans Lower East Side und zogen kurze Zeit später in die Daly Avenue im Stadtteil Bronx, wo Jakob aufwuchs. Lovestones Vater, der nie Englisch lernte, fand in New York keine Anstellung als Rabbiner. Er erzielte mit Hilfstätigkeiten in Synagogen und der Erteilung von Hebräischunterricht nur ein geringes Einkommen. Seine drei Töchter arbeiteten in der Textilindustrie Manhattans, sicherten auf diese Weise das Überleben der Familie und ermöglichten nicht zuletzt den beiden Söhnen Barnet Liebsteins eine College-Ausbildung. Jakob Liebstein besuchte nach Absolvierung der High School von 1915 bis 1918 das New Yorker City College, das in dieser Zeit aufgrund der ungewöhnlichen Kombination hoher pädagogischer Standards und einer fast ausschließlich aus der Arbeiterklasse stammenden Studentenschaft als poor man's Harvard bekannt war. Anschließend begann er ein Jurastudium an der New York University, das er aber bereits 1919 nach wenigen Monaten abbrach. Am 7. Februar 1919 wurde ihm seine Einbürgerungsurkunde überreicht. Bei dieser Gelegenheit ließ er seinen Namen anglisieren und nannte sich fortan Jay Lovestone.

## Aktivist in der Arbeiterbewegung

### Politische Anfänge
Bereits in seiner Jugend kam Lovestone mit der sozialistischen Bewegung in Kontakt. Das war nicht ungewöhnlich, da viele der jüdischen Immigranten bereits in Europa in diesem Sinne politisiert worden waren. Über seine älteste Schwester, die der International Ladies' Garment Workers' Union (ILGWU) beigetreten war, gewann er Anschluss an Diskussionszirkel sozialistischer Gewerkschafter. Im Mai 1914 nahm er mit tausenden anderen Menschen an der Beisetzung Daniel De Leons teil und wurde im gleichen Jahr Mitglied der Socialist Party of America. Am City College trat er der Intercollegiate Socialist Society bei, deren Leitung er schließlich übernahm. Obwohl er in Übereinstimmung mit den Beschlüssen der SPA öffentlich als Kriegsgegner auftrat, befürwortete er nach dem Kriegseintritt der Vereinigten Staaten im April 1917 die Umbenennung der ISS in Social Problems Club und machte sich in Privatbriefen über Parteimitglieder lustig, die weiterhin eine „r-r-r-revolutionary position“ vertraten. Bei einer Diskussionsveranstaltung griff er den aus Russland zurückgekehrten John Reed an. New York war zu diesem Zeitpunkt die Hochburg des rechten Parteiflügels um Morris Hillquit, dem Lovestone zumindest zuneigte.
Dennoch gehörte er wenige Monate später zu einer Gruppe von New Yorker SPA-Mitgliedern um Charles Ruthenberg, die die Gründung einer selbständigen kommunistischen Partei vorbereiteten. Anders als Ruthenberg hatten Reed, Benjamin Gitlow und Alfred Wagenknecht monatelang versucht, die SPA durch innerparteiliche Mehrheiten zu gewinnen; erst, als sie am 30. August 1919 in Chicago vom dort tagenden Parteitag ausgeschlossen worden waren, gründeten sie mit 82 weiteren abgewiesenen Delegierten mehr oder weniger spontan die Communist Labor Party of America. Die Ruthenberg-Gruppe gründete einen Tag später – ebenfalls in Chicago – die Communist Party of America. Dem 15-köpfigen Exekutivkomitee der CPA gehörte auch Lovestone an, der damit von Anfang an führend an den bis 1929 nahezu ununterbrochen andauernden Fraktionskämpfen in der amerikanischen kommunistischen Bewegung beteiligt war. Während sich die CLPA fast ausschließlich auf in den USA geborene oder zumindest aufgewachsene Mitglieder stützte, setzte sich die CPA weitgehend aus osteuropäischen Immigranten zusammen, von denen die wenigsten Englisch sprachen. Ruthenberg selbst vermutete, dass unter den Mitgliedern seiner Partei nur „five speakers who could present its case in English“ zu finden seien. Die beiden Parteien bekämpften sich erbittert und wurden schon nach wenigen Monaten praktisch in die Illegalität gedrängt, in der sie innerhalb kürzester Zeit den Großteil ihrer Mitglieder verloren (vgl. Rote Angst). Die noch vorhandenen Organisationsreste schlossen sich im Frühjahr 1921 unter dem Dach der CPA zusammen und formierten im Dezember des gleichen Jahres mit der Workers Party of America eine legale „Frontorganisation“. Die WPA war bis 1929 de facto die in den USA aktive kommunistische Partei.

### Lovestones Rolle bei den Flügelkämpfen in der WPA/CPUSA
Im Sommer 1921 trat eine Gruppe Gewerkschaftsaktivisten um William Z. Foster der Partei bei. Der aus dem revolutionären Syndikalismus kommende, politisch ambitionierte Foster plädierte für eine konsequente Konzentration der Parteiarbeit auf die Produktionsarbeiter der Großindustrie, die oft gewerkschaftlich unorganisiert waren und von der nach handwerklichen Qualifikationsprinzipien organisierten konservativen American Federation of Labor (AFL) weitgehend ignoriert wurden. 1923 setzte er gegen den Widerstand Lovestones die Verlegung des Parteihauptquartiers nach Chicago durch und durchkreuzte 1924 erfolgreich die Versuche der Ruthenberg-Lovestone-Gruppe, mit dem Senator Robert M. La Follette und dessen Progressiven Partei eine gemeinsame Plattform für die anstehenden Präsidentschaftswahlen zu erarbeiten. Bereits zu diesem Zeitpunkt war der Graben zwischen dem „linken“, geographisch fast ausschließlich aus dem Westen und dem Mittleren Westen und sozial aus der Arbeiterklasse stammenden Parteiflügel um Foster und der „rechten“, um Lovestones New Yorker „City College boys“ gruppierten Strömung unüberwindlich. Im März 1925 versuchte Foster erstmals, Lovestones Einfluss auszuschalten, indem er von einer Kommission der Kommunistische Internationale (Komintern) dessen dubiose Rolle beim Prozess gegen den Kommunisten Harry Winitsky im Frühjahr 1920 untersuchen ließ.
Lovestone und Foster verfochten nicht allein konkurrierende politische Konzeptionen, sondern empfanden auch eine ausgesprochen starke persönliche Abneigung gegeneinander. Diese wurde offen nach außen getragen und verlieh dem politischen Streit zusätzliche Schärfe. So kam es im August 1925 auf dem Parteitag in Chicago zu Schlägereien zwischen Anhängern beider Lager, bei Auftritten vor Gremien der Komintern in Moskau bezeichneten sich Lovestone und Foster wechselseitig als „bastard“ und „goddam liar“.
Im Sinne der Mitte der 20er Jahre von der Komintern favorisierten Bündnisstrategie intervenierte deren Repräsentant Sergei Gussew 1925 auf dem Chicagoer Parteitag zugunsten Lovestones. Obwohl Foster alle wesentlichen Abstimmungen mit Zweidrittelmehrheiten für sich entscheiden konnte, setzte Gussew durch, dass die Lovestone-Gruppe 40 % der Sitze im Exekutivkomitee und die Hälfte der Redakteursstellen des Daily Worker erhielt. Als am 1. Juli 1926 in New York ein Streik zehntausender Textilarbeiter begann, der von einer lokalen Mehrheit linker Funktionäre gegen den Widerstand des ILGWU-Präsidenten Morris Sigman ausgelöst und geführt wurde, engagierte sich Foster stark, während Lovestone dessen Verhalten als „sektiererisch“ angriff. Durch den erfolglosen Abbruch des Streiks im November 1926 erlangte die rechte ILGWU-Führung wieder die Kontrolle über die New Yorker locals, was Lovestone als Bestätigung seines „vorsichtigen“ Kurses auffasste. Nach Ruthenbergs Tod 1927 wurde Lovestone zum neuen Exekutivsekretär bestimmt; sein Einfluss in der Partei erreichte den Höhepunkt, als die Foster-Gruppe 1928 durch den Ausschluss des Kreises um James P. Cannon nachhaltig geschwächt wurde. Lovestone begann nun, das Konzept eines „American exceptionalism“ zu vertreten, mit dem er die Partei endgültig auf eine „rechte“ Linie festlegen wollte. Dabei nahm er Anleihen bei der unter anderem von Thorstein Veblen vertretenen Theorie eines spezifisch amerikanischen, dynamischen New Capitalism. Lovestone behauptete in diesem Zusammenhang, dass die Klassengesellschaft in den Vereinigten Staaten von „besonderer Natur“ und eine Revolution daher „strukturell“ unwahrscheinlicher sei als in anderen entwickelten kapitalistischen Ländern.
Diese Positionen erwiesen sich allerdings als ebenso drastische wie unfreiwillige Selbstdemontage, da die KI beinahe gleichzeitig eine weltweite Kampagne gegen den „rechten Opportunismus“ begann und ihre einzelnen Sektionen nach und nach auf eine offensive „linke“ Linie festlegte, deren strategische und taktische Implikationen direkt quer zu den Schlussfolgerungen lagen, die Lovestone aus seinen Ansichten über die soziale Natur der Vereinigten Staaten zog. Die einschlägigen Konsultativberatungen in den KI-Gremien gerieten schließlich zum dramatischen Höhepunkt der fast ein Jahrzehnt andauernden Flügelkämpfe in der CPUSA. Lovestone setzte die zehnköpfige Delegation, die im März 1929 nach Moskau aufbrach, so einseitig zusammen, dass der Eindruck entstand, als träfe seine – offenkundig falsche – Behauptung, er repräsentiere „90 %“ der Parteimitglieder, tatsächlich zu: Alle zehn Mitglieder der offiziellen Delegation waren ausgewiesene Anhänger Lovestones. Foster reiste daher mit William Weinstone und Alexander Bittelman auf eigene Faust nach Moskau. Bei den sich über neun Sitzungstage hinziehenden erbitterten Auseinandersetzungen (in die auch Philipp Dengel, Walter Ulbricht und Josef Stalin eingriffen) vor der American Commission, in denen sich Lovestone hartnäckig weigerte, die politischen und organisatorischen Veränderungsvorschläge der KI zu akzeptieren, wurde beiden Seiten schnell klar, dass der Bruch so oder so unvermeidlich war. Lovestone, der von Foster vor der Kommission als „professional factionalist and intriguer“ charakterisiert worden war, beging einen in dieses Bild passenden schweren Fehler, als er am 15. Mai über einen Kontaktmann in Berlin ein Telegramm an Vertrauensleute in New York absetzen ließ, das eine eindeutige Aufforderung zur Spaltung und Lahmlegung der bestehenden Partei enthielt:
„Carefully check all units all property all connections all mailing lists of auxiliaries, all sublists, district lists, removing same from offices and unreliables. (…) Instantly finish preparations sell buildings.“
Anhänger Fosters erhielten Kenntnis von diesem Schreiben und machten es postwendend in Moskau bekannt. Daraufhin distanzierten sich vier Mitglieder der CPUSA-Delegation von Lovestone, der schließlich – am 11. Juni – mit einem Linienflug der Deruluft Moskau fluchtartig Richtung Berlin verließ. Den nötigen Pass und das Flugticket hatte ihm der amerikanisch-lettische GRU-Agent (und vermutliche FBI-Informant) Nicholas Dozenberg beschafft. Am 24. Juni traf Lovestone wieder in New York ein und wurde einen Tag später vom Political Committee der CPUSA einstimmig aus dieser ausgeschlossen. 92 weitere Lovestoneites teilten dieses Schicksal.

### Lovestone und die CPUSA (Opposition)
Im Oktober 1929 gründete Lovestone mit Bertram Wolfe, Benjamin Gitlow und etwa 200 weiteren Anhängern eine eigene Organisation, die anfänglich als Communist Party USA (Majority Group) auftrat und sich 1932 – als sich die Prätention, „Mehrheit“ zu sein, angesichts der kaum 500 Mitglieder nicht mehr aufrechterhalten ließ – in Communist Party of the USA (Opposition) umbenannte. Arbeitsfähige lokale Gruppen konnte die Partei lediglich in Detroits Automobil- und New Yorks Textilindustrie organisieren, anderswo verlor sie rasch jede politische Bedeutung. Im Dezember 1930 und im Juli 1932 nahm Lovestone an internationalen Konferenzen der „rechten“ Strömung in Berlin teil (vgl. IVKO). Ab 1934 versuchte Lovestone, die von Norman Thomas geführte SPA zu infiltrieren, offenbar in der Absicht, die Partei selbst zu übernehmen. Die bis dahin relativ positive Betrachtung der Sowjetunion wurde 1935/36 schrittweise aufgegeben und durch eine auffällig feindselige Linie ersetzt. Zu diesem Zeitpunkt begann die Communist Party of the USA (Opposition) politisch und organisatorisch zu zerfallen. 1937 benannte sie sich in Independent Communist Labor League und 1938 in Independent Labor League of America um. In dieser Phase war die sich nun auf einen „demokratischen Sozialismus“ berufende Gruppe schon keine politische Kraft mehr und diente Lovestone lediglich noch als Rekrutierungsreserve für seine inzwischen aufgenommenen antikommunistischen Aktivitäten (sie wurde allerdings erst im Dezember 1940 offiziell aufgelöst). Diese Transformation blieb auch der CPUSA nicht verborgen, die seit 1935 im Zeichen der popular front policy hin und wieder Fühler in Richtung der Organisation ausgestreckt hatte. Diese Kontakte wurden im November 1937 abrupt abgebrochen; eine interne Analyse des Zentralkomitees kam zu dem Schluss:
„The Lovestoneites can no longer be considered a real trend in the labor and progressive movement. (…) They end up in the camp of reaction and fascism.“
Bemerkenswert ist, dass mit Lovestone, Wolfe und Gitlow (und Whittaker Chambers, der 1929 als Lovestoneite ausgeschlossen, aber zwei Jahre später für illegale Arbeiten wieder aufgenommen wurde und sich 1938 erneut Lovestone anschloss) gleich mehrere prägende Protagonisten des US-amerikanischen Antikommunismus der 1940er, 1950er und 1960er Jahre aus der vergleichsweise kleinen CPUSA (O) hervorgingen. Gitlow veröffentlichte 1940 mit I Confess: The Truth About American Communism und 1948 mit The Whole of Their Lives: Communism in America zwei als „Sensationen“ in hoher Auflage verbreitete Bücher, die heute als Schlüsseltexte der McCarthy-Ära angesehen werden. Wolfe stellte seine „Expertise“ nach dem Zweiten Weltkrieg dem State Department zur Verfügung und hatte großen Einfluss auf die inhaltliche Gestaltung von Radio Liberty und Radio Free Europe. Auch für Lovestone und sein unmittelbares Umfeld erwiesen sich die in der und über die CPUSA (O) geknüpften Kontakte als überaus fruchtbar.

## Vom gewerkschaftlichen Antikommunisten zum CIA-Agenten

### Lovestone und David Dubinsky
Zwischen 1935 und 1938 fand in der US-amerikanischen Arbeiterbewegung ein tiefgreifender struktureller Wandel statt. Nach dem AFL-Kongress in Atlantic City im Oktober 1935 bildete John L. Lewis – Vorsitzender der Bergarbeitergewerkschaft UMWA – zusammen mit den Leitern einiger kleinerer Gewerkschaften das Committee for Industrial Organization, das die Organisation von Industriegewerkschaften in der Automobil-, Stahl- und Maschinenbauindustrie vorbereiten sollte. Die AFL-Führer, die verbissen am Berufs- und Qualifikationsprinzip festhielten und den Grundsatz „one shop, one union“ ablehnten, schlossen die Funktionäre der CIO-Gruppe – samt ihren Gewerkschaften – im September 1936 aus der AFL aus. Diese bauten das Komitee daraufhin zu einem eigenständigen Gewerkschaftsdachverband aus, der 1938 den Namen Congress of Industrial Organizations annahm. Dessen Mitgliederzahl lag 1938 bereits bei über 4 Millionen. Innerhalb des CIO spielten kommunistische Gewerkschafter eine Schlüsselrolle. Obgleich zahlenmäßig überschaubar, genossen sie nicht selten hohes Ansehen in den einzelnen locals und gaben der Bewegung aufgrund ihrer großen Erfahrung und Entschlossenheit ein oftmals entscheidendes Gepräge. So wurden die „Sitzstreiks“, mit denen General Motors zur Zulassung gewerkschaftlicher Organisationstätigkeit gezwungen wurde, von den Kommunisten Wyndham Mortimer und Bob Travis geleitet. Der Leiter der CIO-Rechtsabteilung war Kommunist, ebenso der Chefredakteur der CIO-Zeitschrift News. Auch für das Steel Workers Organizing Committee arbeiteten zahlreiche Kommunisten, darunter der junge Gus Hall.
Die pragmatische Haltung der CIO-Führung gegenüber den CPUSA-Kadern (von Lewis ist der Satz überliefert: „Who gets the bird? The dog or the hunter?“) war ausgewiesenen Antikommunisten wie dem ILGWU-Präsidenten David Dubinsky ein Dorn im Auge. Wegen der kommunistischen Präsenz weigerte er sich 1938, die ILGWU dem CIO anzuschließen, obschon auch seine Gewerkschaft 1936 aus der AFL ausgeschlossen worden war. Dubinsky begann stattdessen, im Rahmen seiner Möglichkeiten gegen die Positionen der CPUSA im CIO vorzugehen. Als ihn Anfang 1937 ein einschlägiger „Hilferuf“ des UAW-Präsidenten Homer Martin erreichte, war er es, der den inzwischen weitgehend isolierten Lovestone zurück auf die politische Bühne brachte. Dubinsky und Lovestone kannten sich bereits seit 1918. 1934 hatte Dubinsky den zu diesem Zeitpunkt noch als „Leninist“ auftretenden Lovestone erstaunlicherweise eingeladen, auf einem ILGWU-Kongress zu den Delegierten zu sprechen. Dubinsky ging auch nicht gegen Sasha Zimmerman vor, einen Lovestoneite, der im April 1933 zum Leiter des wichtigen, 30.000 Mitglieder zählenden Local 22 in New York gewählt worden war, obwohl er zuvor jeden gewählten linken Funktionär (keineswegs nur Kommunisten) hatte ausbooten lassen – zur Not auch mit Hilfe von Schlägertrupps. Spätestens Anfang 1937 – mit Blick auf die genannten Indizien aber wahrscheinlich schon viel früher – muss Dubinsky über den völligen Seitenwechsel Lovestones informiert gewesen sein. Insofern ist die spätere Behauptung Lovestones, er habe erst unter dem Eindruck des Moskauer Prozesses gegen Bucharin mit dem Kommunismus gebrochen, im höchsten Maße unglaubwürdig. Bereits ein Jahr früher, im März 1937, wurde Lovestone durch Dubinsky mit 100.000 Dollar ausgestattet und von Martin als persönlicher Stabschef eingestellt. Die einzige Aufgabe, die ihm hierbei gestellt wurde, war „to rid the UAW of Reds.“

### Lovestone und die amerikanischen Gewerkschaften
Lovestones Agieren in der UAW führte innerhalb von zwei Jahren die Spaltung der Gewerkschaft herbei. Selbst weitgehend im Hintergrund verbleibend, gelang es ihm anfänglich, etwa 30 Kommunisten, die Funktionsstellen im zentralen Apparat oder vor Ort innehatten, mit administrativen Mitteln zu verdrängen und durch eigene Vertrauensleute – meist 1929 aus der CPUSA ausgeschlossene Lovestoneites – zu ersetzen. Im wichtigen UAW-local in Flint ging Lovestone nicht allein gegen Kommunisten wie Bob Travis, sondern auch gegen andere linke Funktionäre vor, darunter die Reuther-Brüder (vgl. Walter Reuther), die zu diesem Zeitpunkt der Socialist Party nahestanden und bereits großen Einfluss innerhalb der UAW hatten. Daraufhin sprachen sich die linken Delegierten des UAW-Kongresses im August 1937 ab und verhinderten auf diese Weise die von Lovestone sorgfältig geplante Abwahl der kommunistischen Vizepräsidenten Wyndham Mortimer und Ed Hall. Nach dem Kongress vertiefte Lovestone den Graben zwischen den Lagern weiter, als er damit begann, das Education Department der UAW zu zerschlagen („Not a cobweb of it should be left anywhere“, schrieb er an Martin). Bis zum Frühjahr 1938 hatte Lovestone die Atmosphäre so vergiftet, dass Martin es nicht mehr wagte, auf den Sitzungen des über das Gebaren seines Schützlings erbosten UAW-Vorstandes zu erscheinen; Lovestone empfahl Martin daraufhin, als „Befreiungsschlag“ die fünf kommunistischen Mitglieder des Vorstandes zu suspendieren, was dieser im Juni 1938 tat. Im Januar 1939 entließ Martin auch den Rest des Vorstandes. An diesem Punkt griff allerdings die CIO-Führung ein und suspendierte ihrerseits Martin, nicht zuletzt allerdings, weil parallel bekanntgeworden war, dass dieser mit Henry Ford über die Bildung einer unternehmenseigenen gelben Gewerkschaft verhandelt hatte. Im März 1939 tagten Anhänger und Gegner Martins auf zwei getrennten Kongressen und besiegelten die Spaltung der UAW; Martin schloss sich und seine Gefolgsleute (die weniger als 20 % der locals repräsentierten) im Juni 1939 wieder der AFL an, wurde aber 1940 auch aus dieser ausgeschlossen. Ford verschaffte ihm anschließend eine Stelle in der Verwaltung des Unternehmens und schenkte ihm ein Haus und ein Auto. Der nachmalige UAW-Präsident Walter Reuther blieb lebenslang ein erbitterter Gegner Lovestones, den er als hauptverantwortlich für diese Entwicklungen, als „one of the most Machiavellian union-splitters ever to prey on the American labor movement“ ansah.
Während der Auseinandersetzungen um die UAW gelangte die CPUSA im Oktober 1938 in den Besitz von Dokumenten, die bei einem Einbruch in Lovestones New Yorker Privatwohnung entwendet worden waren. In den 90er Jahren in Moskau ausgewertete Akten der Komintern legen nahe, dass die Parteiführung nach Sichtung der Unterlagen schon zu diesem Zeitpunkt annahm, Lovestone sei für eine staatliche Dienststelle – oder zumindest mit Unterstützung einer solchen – tätig. So ging aus den gestohlenen Papieren unter anderem hervor, dass Lovestone vier Wohnungen unter vier verschiedenen Tarnidentitäten – an die ebenso viele verschiedene Bankkonten gekoppelt waren – nutzte.
Nach dem UAW-Desaster zunächst ohne Beschäftigung, erhielt Lovestone – erneut durch Vermittlung Dubinskys – im Frühjahr 1941 eine Anstellung beim Committee to Defend America by Aiding the Allies (ab 1942 Citizens for Victory), dessen Gewerkschaftskontakte er koordinieren sollte. Am 24. August 1942 bewarb er sich beim Office of Strategic Services. In seinem Schreiben führte er aus:
„I have made a firsthand study of the Nazi movement and I have had practical experience in underground as well as open work in nearly fifteen countries. (…) I would like to see you soon for a real chat – unclocked.“
Die Bewerbung auf eine Stelle beim OSS war als solche nicht erfolgreich, führte aber offenbar dazu, dass Lovestone wegen nicht näher bezeichneter „important defense work“ von der Wehrpflicht befreit wurde. In der Hochphase amerikanisch-sowjetischer Kooperation während des Zweiten Weltkrieges musste Lovestone als inzwischen ausgewiesener Red-baiter allerdings bis 1944 auf der von ihm wenig geliebten Stelle bei Citizens for Victory „überwintern“. Seine Stunde kam, als den Washingtoner Nachkriegsplanern 1944 klar wurde, dass in den befreiten und besiegten Ländern erbitterte Auseinandersetzungen um die politische Ausrichtung der Arbeiterbewegung bevorstanden. Zu diesem Zeitpunkt war deutlich absehbar, dass die im antifaschistischen Widerstand führenden kommunistischen Parteien beinahe überall deutlich gestärkt – nicht selten als Massenpartei – aus dem Konflikt hervorgehen würden. Hinzu kam, dass nennenswerte Teile der Sozialdemokratie Kontinentaleuropas mit der antikommunistischen Linie der Vorkriegszeit gebrochen hatten, einer Zusammenarbeit mit den vielerorts völlig diskreditierten Parteien des bürgerlichen Lagers skeptisch gegenüberstanden und stattdessen mit den jeweiligen kommunistischen Parteien kooperierten. Damit stand die politische Hegemonie in vielen Ländern zur Disposition. In diesem Zusammenhang war es von entscheidender Bedeutung, wer die Gewerkschaftsbewegung kontrollierte. Seit 1943 waren an US-Botschaften in den fraglichen Ländern einzelne Angestellte mit der Beobachtung der Arbeiterorganisationen und der Knüpfung von ersten Kontakten befasst. 1946 waren diese sogenannten Labor Attachés in 22 Ländern tätig. 1944 traten Vertreter des State Department an den Schatzmeister der AFL George Meany heran und baten ihn um die Bereitstellung von Ressourcen und Strukturen, mit denen nach Kriegsende in Übersee die Etablierung einer „freien“ (=antikommunistischen) Gewerkschaftsbewegung gefördert werden sollte. Meany besprach sich mit Dubinsky und AFL-Vize Matthew Woll, die ihm als Koordinator dieser Aktivitäten Jay Lovestone empfahlen (Dubinsky: „The son of a bitch is okay, he's been converted.“). Im November 1944 wurde auf dem AFL-Kongress in New Orleans das Free Trade Union Committee gebildet und Lovestone zu dessen Exekutivsekretär bestimmt. Diese Position hatte er bis 1963 – als er das International Affairs Department der AFL-CIO mit gleicher Aufgabenstellung übernahm und bis zu seiner Entlassung durch Meany 1974 leitete – inne.

### Der „Lovestone Intelligence Service“
Die Arbeit des FTUC – für etwa 20 Jahre zentrales Instrument verdeckter amerikanischer Außenpolitik in allen die internationale Arbeiterbewegung berührenden Fragen – wurde zunächst mit Mitteln des Außenministeriums und über von Dubinsky und Meany abgezweigte Gelder der ILGWU bzw. der AFL finanziert. Ab 1948 flossen Millionen Dollar über das von der CIA betriebene Office of Policy Coordination, das bis 1951 formell innerhalb des State Department angesiedelt war und von Frank Wisner geleitet wurde. In diesem Zeitraum sorgte die als „persönliche Assistentin“ Lovestones auftretende CIA-Agentin Louise Page Morris für den regelmäßigen Kontakt zur Führung des Geheimdienstes. Die aus der Oberschicht Massachusetts’ stammende Morris hatte anfänglich große Probleme, das Lovestone umgebende Milieu und die Doppelbödigkeit von dessen Arbeitsweise zu verstehen. Eine weitere Verbindung lief über Carmel Offie, der wegen seiner Homosexualität 1950 von der CIA offiziell entlassen und anschließend im FTUC verdeckt weiter beschäftigt wurde. Von 1951 bis 1954 war die International Organizations Division der CIA für die „Lovestone operation“ bzw. das FTUC verantwortlich. Mit deren Leiter Thomas Braden geriet Lovestone wiederholt wegen mangelhafter Abrechnung und Deklaration der aufgewandten finanziellen Mittel aneinander:
„The people of Radio Free Europe make acceptable reports, but from Lovestone you don't hear a damn word.“

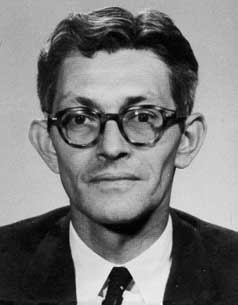
James Jesus Angleton war von 1954 bis 1974 für die Koordination von Lovestones Aktivitäten verantwortlich

Als die unmittelbar praktische Organisationsarbeit des FTUC um 1955 zumindest in Europa weitgehend abgeschlossen war, wurde dessen Netzwerk voll in die klassische Spionagearbeit integriert und versorgte die CIA mit wertvollen Informationen über Entwicklungen in der Arbeiterbewegung bzw. über Vorfälle und Trends im gesamten linken politischen Spektrum. Mit der Führung Lovestones und Morris’ – die in der Lovestone-Organisation nach und nach zur zweiten treibenden Kraft wurde – war ab 1954 der langjährige Gegenspionage-Chef der CIA James Jesus Angleton befasst. Lovestone und Angleton trafen sich bis 1974 in der Regel mehrmals wöchentlich und telefonierten beinahe täglich miteinander. Beide Männer verband offenbar auch eine enge persönliche Freundschaft. Angletons Ehefrau erinnerte sich:
„Many were the times when Jay came to dinner and he and Jim sat up talking into the night. Jay was the only person Jim didn't call a cab for. Even in the driving rain or snow he would drive Jay back to the Statler.“
Lovestones umfangreiche schriftliche Berichte sammelte Angleton unter dem Label JX files. Form und Inhalt der Arbeit Lovestones hielt Angleton für so bedeutend und zugleich brisant, dass er sie selbst vor der internen Revision der CIA zu verbergen suchte. Den CIA-Direktor Richard Helms forderte er auf, mit Blick auf die Verwicklungen Lovestones den Inspector General fernzuhalten:
„Turn these guys off. We don't want them looking into this Lovestone thing. It might be embarrassing.“
Lovestone wurde 1944 vom Außenministerium zunächst mit der Auswahl und Überprüfung des Personals der Labor Attachés beauftragt. In diesem Zusammenhang setzte er bis 1946 die Entfernung der zuvor rekrutierten CIO-Mitglieder durch. Kontaktmann und Anlaufstelle im State Department war in den ersten Jahren Raymond E. Murphy, der dort seit zwanzig Jahren mit der Beobachtung der internationalen kommunistischen Bewegung beschäftigt war und Lovestone in die Arbeit des Geheimdienstes des Außenministeriums (vgl. Bureau of Intelligence and Research) einband. Lovestone unterhielt auch enge Kontakte zu einem Netzwerk entschieden antisowjetischer Diplomaten um George F. Kennan (vgl. Riga group).
Hauptaufgabe und Hauptinteresse des FTUC war in den ersten Nachkriegsjahren die Spaltung der World Federation of Trade Unions (vgl. Weltgewerkschaftsbund). Die WFTU war im Herbst 1945 in Paris als Dachverband der Gewerkschaftsbewegung mit dem Anspruch gegründet worden, alle gewerkschaftlich aktiven Strömungen der Arbeiterbewegung ungeachtet ihrer politischen Anbindung auf internationaler Ebene zu organisieren. Der WFTU traten sowohl der sowjetische Gewerkschaftsbund als auch der britische TUC und der amerikanische CIO bei. Als Generalsekretär amtierte der französische Kommunist Louis Saillant. Die AFL war der einzige bedeutende Gewerkschaftsbund, der sich von Anfang an gegen die Zusammenarbeit mit antikapitalistischen Gewerkschaftern sperrte. Allerdings war der Wille zur gewerkschaftlichen Einheit zu diesem Zeitpunkt so stark, dass Meany, als er im September 1945 in London vor der linker Neigungen traditionell unverdächtigen TUC-Führung eine von Lovestone verfasste und gegen die Gründung der WFTU gerichtete Rede vortrug, permanent von Zwischenrufen wie „Quatsch“, „Schande“ und „Unsinn“ unterbrochen wurde. Lovestone war danach klar, dass die Formierung eines explizit antikommunistischen internationalen Gewerkschaftsbundes (vgl. ICFTU) von der Umkehrung des linken Trends auf nationaler Ebene abhing. Im Sommer 1945 begann Lovestone daher mit dem Aufbau eines europaweiten FTUC-Netzwerkes. Als Beauftragte Lovestones agierten zunächst Irving Brown in Frankreich und Henry Rutz in Deutschland. Insbesondere Brown war auch über das FTUC hinaus eine Schlüsselfigur verdeckter Operationen der CIA in Europa und unter anderem tragend in die Organisation des Kongresses für kulturelle Freiheit eingebunden. Bereits in der Anfangsphase des Kalten Krieges galt Brown intern als „nützlicher als alle Koestlers und Silones zusammen“ bzw. als „Ein-Mann-OSS“. 1948 verfügte das FTUC nach eigenen Angaben über Vertrauensleute in jedem Land Europas.

#### Tätigkeit in Deutschland
In der amerikanischen Besatzungszone Deutschlands griff Lovestone 1945 entscheidend in einen Richtungsstreit innerhalb der Militärverwaltung ein. Die von General Frank McSherry geleitete Manpower Division der Militärregierung (vgl. OMGUS) war unter anderem mit der Koordinierung der Politik gegenüber der Arbeiterbewegung – und damit insbesondere mit der Formulierung einer Linie in der Gewerkschaftsfrage – beauftragt. Die anfänglich mit Gewerkschaftsangelegenheiten befassten Offiziere, von denen nicht wenige aus dem CIO-Umfeld kamen, einte ein tiefes Misstrauen gegen die führenden Funktionäre der zwölf Jahre zuvor untergegangenen alten Gewerkschaftsbewegung, denen sie entweder politische Impotenz oder eine konservativ-deutschnationale Gesinnung unterstellten. Dabei verwiesen sie insbesondere auf die 1933 vom ADGB verfolgte Linie „unpolitischer Gewerkschaftsarbeit“ und die damit einhergehende Anbiederung an das NS-Regime. Um die umstandslose Rückkehr der alten Führungsgarnitur zu verhindern, schlugen die OMGUS-Planer im Juni 1945 vor, die Bildung von zentralisierten Gewerkschaften für zwei Jahre zu verbieten. Stattdessen empfahlen sie die Wahl von Vertrauensleuten auf der Ebene einzelner Betriebe. Diese unbelasteten Aktivisten sollten zunächst Erfahrungen sammeln und anschließend eine neue Gewerkschaftsbewegung „from the bottom up“ aufbauen. Lovestone machte gegen diesen Kurs sofort Front. Er verlangte in Washington und bei General Lucius D. Clay die neuerliche Aufrichtung der alten Gewerkschaften – unter bewusster Verwendung des früheren Personals – und zögerte nicht, die für den „Bottom-up-Ansatz“ verantwortlichen Offiziere als Kommunisten zu denunzieren. Folge man deren „heimtückischen“ Empfehlungen, drohe bei der augenblicklichen Stimmung in den Betrieben ein Durchmarsch von „Communists and left-wing Socialists“. Durch diese Agitation kippte bis zum Herbst die Stimmung in der Militärverwaltung; im Oktober 1945 musste sich einer der Offiziere aus der CIO-Gruppe wegen angeblicher Vorkriegskontakte zur CPUSA in Washington verantworten, im Januar 1946 wurden schließlich deren führende Köpfe abgezogen und demobilisiert, auch McSherry – von Lovestones Leuten als „overgrown boy and a fool“ diskreditiert – wurde kurz darauf abgelöst.
Dass die KPD in den Gewerkschaften keinen dominierenden Einfluss ausüben würde, war ab 1946 absehbar. Das FTUC unterstützte daher nach anfänglichem Zögern den Aufbau „unpolitischer“, konfessions- und weltanschauungsfreier Einheitsgewerkschaften. Lovestone sah seine Aufgabe darin, hinter den Kulissen die Arbeit der verlässlich antikommunistischen Gewerkschafter in jeder Hinsicht zu fördern. Ihnen wurde Büroausrüstung zur Verfügung gestellt, die restriktive Papierrationierung wurde durch Sonderzuteilungen umgangen. Hunderte Funktionäre – etwa Willi Richter und Ludwig Rosenberg – wurden durch das FTUC über Jahre hinweg finanziell unterstützt und erhielten monatlich Lebensmittel zugeteilt, um sich, von der Sorge um den eigenen Lebensunterhalt befreit, ganz der Organisationsarbeit widmen zu können. In ähnlicher Weise bemühte sich Lovestone um die materielle Absicherung des Schumacher-Flügels der SPD. So erhielt Schumacher über das FTUC im April 1947 10.000 Dollar. Lovestone fädelte im Herbst 1947 auch Schumachers USA-Reise ein, hielt sich in dieser Zeit permanent an dessen Seite auf und arrangierte in Washington Treffen des „hero of the German labor movement“ mit J. Edgar Hoover, Averell Harriman, James V. Forrestal und George F. Kennan. Im August 1948 ließ sich Lovestone während der Blockade nach Berlin einfliegen und besprach mit Westberliner Gewerkschaftsfunktionären die politische Lage.
Bei seiner Arbeit in Deutschland hatte Lovestone wiederholt mit bürokratischem Widerstand aus dem Umfeld der Militärregierung zu kämpfen. Der Südstaaten-Aristokrat Clay und viele der zumeist rechtsgerichteten Offiziere seines Stabes standen der Tätigkeit des FTUC völlig verständnislos gegenüber, da ihnen von Hause aus unterschiedslos jede gewerkschaftliche Organisationsarbeit zutiefst suspekt war. So behandelte Clay Aufforderungen Lovestones (und auch solche des Außenministeriums) zur Bereitstellung von Ressourcen immer wieder dilatorisch und ließ zu dessen Entsetzen selbst stramm antikommunistische Gewerkschafter wie Fritz Tarnow vom Militärgeheimdienst überwachen und administrativ behindern. Noch 1948 beklagte sich Rutz bei Lovestone, dass der „job will not be an easy one as long as General Clay and his antilabor advisers set German policies.“
In diesen Jahren war das FTUC auch in zahlreiche andere Aktivitäten, die in irgendeiner Weise gegen die Sowjetunion zu verwenden waren, involviert. So bezahlte Lovestone die Sozialdemokratin Toni Sender für die Zusammenstellung und Verbreitung eines Berichtes über das sowjetische GULag-System. Über Schumacher baute Lovestone eine enge Verbindung zum Ostbüro der SPD auf. Nach dem Beginn der großen Ausschlusswelle gegen kommunistische Funktionäre innerhalb der DGB-Gewerkschaften stellte das FTUC 1952 seine Arbeit in der Bundesrepublik offiziell ein. In welchem Umfang das in den Jahren zuvor aufgebaute Netz von Kontaktleuten in der SBZ bzw. der DDR aufrechterhalten wurde, ist unbekannt.

#### Tätigkeit in Frankreich
In Frankreich fand das FTUC eine in dreifacher Hinsicht fundamental andere Situation als in Deutschland vor: es existierte mit der CGT bereits ein Gewerkschaftsdachverband mit fünf Millionen Mitgliedern, es gab mit der PCF eine starke, die Arbeiterbewegung dominierende kommunistische Partei – und dieser folgten in wesentlichen Fragen die Gewerkschaften. Lovestones Mitarbeiter begannen unmittelbar nach ihrer Ankunft im November 1945, die antikommunistische Strömung in der CGT um Léon Jouhaux und Robert Bothereau materiell und finanziell zu stützen. Lovestone empfahl bereits Anfang 1946, auf der im April anstehenden CGT-Konferenz eine Spaltung der Organisation zu versuchen. Dafür stellte er Brown 100.000 Dollar zur Verfügung.
„We may have a split in the next convention, and to the extent that the non-CPers can be assured of real financial backing, their will to resist the Communist Party can be reinforced.“
Der Plan scheiterte jedoch, da nur etwa ein Fünftel der Delegierten in die durch das FTUC koordinierten vorbereitenden Absprachen eingebunden werden konnte und die Gruppe um Jouhaux zu diesem Zeitpunkt noch davor zurückschreckte, die – wie im FTUC gespottet wurde – „sacred labor unity“ zu durchbrechen. Ende 1947 war ein Großteil der nun als Force ouvrière auftretenden Strömung aber zu diesem Schritt bereit. Am 18. Dezember 1947 konstituierten 250 Delegierte die FO als mit der CGT konkurrierenden Gewerkschaftsdachverband. Der von der Arbeit Lovestones und Browns begeisterte amerikanische Botschafter in Paris Jefferson Caffery schätzte am 7. Januar 1948 dem Außenministerium gegenüber ein, dass dies „potentially the most important political event since the liberation of France“ sei. In der kritischen Phase der 1947/48 von der CGT organisierten Streiks sorgte das FTUC zusätzlich für den Aufbau einer FO-Struktur, die zur Gewaltanwendung gegen streikende kommunistische Arbeiter bereit war. Dazu arbeitete es vor allem mit dem aus Marseille stammenden Gewerkschafter Pierre Ferri-Pisani zusammen, der in seiner Heimatstadt Mitglieder der korsischen Mafia (vgl. Antoine Guérini) rekrutierte und mit diesen anschließend in bestreikten Häfen wie Bordeaux, Le Havre und Cherbourg auftauchte – was für Verletzte und Tote sorgte. Wie aus FTUC-Unterlagen hervorgeht, erschienen Ferri-Pisani und seine Getreuen im März 1948 im Büro der CGT-Hafenarbeitergewerkschaft in Marseille und kündigten an, dass „we will break the skulls of a number of you gentlemen.“ Lovestone bedankte sich am 12. Februar 1951 mit einem persönlichen Schreiben bei Ferri-Pisani:
„Let me congratulate you on your splendid victory in the port of Marseilles. The crushing defeat you imposed on the Communist saboteurs is an event of the greatest significance.“
In Frankreich wurden auch große Teile der nichtkommunistischen linken Presse über Lovestone finanziert. So erhielt Daniel Mayer 1950 60.000 $ für seine Zeitung Le Populaire.

#### Tätigkeit in Italien
In Italien kam die Arbeit des FTUC schwerer in Gang als in Frankreich. Erst seit Herbst 1947 waren arbeitsfähige Strukturen vorhanden, die dann bis zu den Parlamentswahlen im April 1948 weitgehend in die Maßnahmen von State Department und CIA zur Stärkung des nichtkommunistischen Parteienspektrums eingebunden waren. Dabei wurden – auch über Lovestones Gruppe – tonnenweise Materialien und mehrere Millionen Dollar an Einzelpersonen und Organisationen verteilt. Anschließend förderte Lovestone nach Kräften die Spaltung des 1944 von Kommunisten, Sozialisten und Katholiken aus der Resistenza heraus gegründeten Gewerkschaftsbundes CGIL. Seine Vertrauensleute in Italien wurden auf eine einzige Linie festgelegt:
„All those who are fighting Di Vittorio [Kommunist und CGIL-Generalsekretär] and his gang should be supported and aided to prepare for the eventual split.“
Vielversprechende Ansatzpunkte bot die von Giulio Pastore geführte katholische CGIL-Strömung. Im Juni 1948 tauchte Lovestone persönlich in Rom auf, um Pastore zu bearbeiten. Bei dieser Gelegenheit erhielt Lovestone eine persönliche Audienz bei Papst Pius XII., mit der er Pastore nachhaltig beeindrucken konnte. Das trug bereits vier Wochen später Früchte, als sich der katholische CGIL-Flügel (800.000 Mitglieder) weigerte, an dem nach dem Attentat auf Palmiro Togliatti ausgerufenen Generalstreik teilzunehmen und sich in der Folge (Oktober 1948) von der Organisation abspaltete (vgl. LCGIL). Anschließend versuchte das FTUC, die Sozialisten von der CGIL zu lösen. Dabei scheint – anders als bei Pastores Katholiken – persönliche Korruption eine ausgesprochen große Rolle gespielt zu haben; so teilte Brown nach einem Besuch in Rom Lovestone mit, dass die FTUC-Verantwortlichen unter den „Saragat people“ mit „suitcases of money“ unterwegs seien. Diese Strömung (200.000 Mitglieder) verließ die CGIL schließlich auch, schloss sich aber zu Lovestones Verdruss („We have tried to put cement in his [Saragat] backbone but he prefers Rome sewage.“) aus einem antiklerikalen Impuls heraus nicht Pastores LCGIL an, sondern formierte eine eigene Organisation (vgl. FIL). Daraufhin sperrte Lovestone im September 1949 sämtliche Gelder, um durch die so zu erwartende finanzielle Austrocknung eine Vereinigung von FIL und LCGIL zu erzwingen. Diese wurde schließlich am 30. April 1950 vollzogen (vgl. CISL). Seit 1953 leitete Harry Goldberg die FTUC-Dependance in Italien, die die CISL kontinuierlich finanzierte und deren Kampf gegen die linkssozialistische UIL und die nunmehr rein kommunistische CGIL unterstützte.

#### Tätigkeit in anderen europäischen Ländern und weltweit
Von Beginn an war das FTUC nahezu weltweit aktiv. So wurden ausweislich des Finanzplans 1950 27.000 $ in Finnland und 145.000 $ in Taiwan ausgegeben. Nach der Abspaltung des finnischen Gewerkschaftsbundes (vgl. SAK) von der WFTU 1951 wurde dessen sozialdemokratische Mehrheitsströmung jährlich mit 160.000 $ finanziert. Seit 1949 unterstützte Lovestone die Antikommunisten im israelischen Gewerkschaftsdachverband Histadrut. 1951 verteilten Lovestones Leute in Indien 30.050 $. Ab 1949 unterhielt das FTUC auch ein Büro in Tokio, das von Richard Deverall geleitet wurde, nach Lovestones Biograph „surely the most bizarre – some would say pathological – of his agents.“ Deverall wurde 1956 von Lovestone im Sekretariat der ICFTU installiert. Louise Page Morris war unter ihrer FTUC-Camouflage im Laufe der Jahre in der Türkei, im Irak, in Ägypten, Pakistan, Indien, Burma, Thailand, Indonesien und Taiwan aktiv. Mit Jack Carney bezahlte Lovestone auch einen Agenten innerhalb des britischen TUC, was bei britischen Geheimdienstlern – die mit dem Information Research Department über eine Einrichtung verfügten, deren Aufgabenbereich sich weitgehend mit dem des Office of Policy Coordination deckte – erhebliche Verstimmung auslöste, als sie durch einen Fehler Angletons davon erfuhren.
Die Arbeit des FTUC in Afrika konzentrierte sich anfänglich auf die französischen Kolonien im Norden. Deren Unabhängigkeit sah das State Department als unvermeidlich an und bemühte sich frühzeitig um gute Kontakte zu bestimmten Strömungen der Unabhängigkeitsbewegung. Dabei spielte das FTUC eine bedeutende Rolle. Über Lovestone wurde 1951 der als „Einladung der AFL“ getarnte Besuch Habib Bourguibas in den USA eingefädelt. 1955 finanzierte Lovestone die Gründung des marokkanischen Gewerkschaftsverbandes Union Marocaine du Travail, im gleichen Jahr betreute das FTUC die algerische UN-Delegation. Anschließend rückte Subsahara-Afrika in den Fokus. Innerhalb des FTUC war Maida Springer für diese Region zuständig. Sie war Lovestone von Sasha Zimmerman empfohlen worden, in dessen Local 22 sie in den 30er Jahren eine der wenigen afroamerikanischen Textilarbeiterinnen gewesen war, die offen den antikommunistischen Kurs der Leitung unterstützten. Springer war in Afrika zwischen 1956 und 1963 aktiv, insbesondere in Kenia, Uganda und Tansania, wo sie von den britischen Behörden, die die Abgesandte Lovestones (nicht ohne Grund) als Einflussagentin der USA beargwöhnten, mehrfach ausgewiesen wurde. Während Springers Stab in Kenia relativ erfolgreich war und mit Tom Mboya einen verlässlichen Freund der Vereinigten Staaten an der Spitze der Gewerkschaftsbewegung platzieren konnte, war die Bilanz anderswo eher mager. Julius Nyerere, den Lovestone und Springer Ende der 1950er Jahre noch für absolut zuverlässig gehalten hatten, lief – als er 1961 Premierminister Tansanias geworden war – aus dem Ruder und näherte sich der Sowjetunion an. Lovestone brachte insbesondere auf, dass Nyerere Gewerkschafter zu Schulungszwecken in die DDR entsandte. Am 15. November 1961 schrieb er an Springer:
„I don't want to hide my deep disappointment with Julius Nyerere. (…) He is embarking on a very dangerous course, particularly if he is responsible for the Tanganyika Federation of Labor sending students to East Germany. (…) This is suicidal.“

## Letzte Jahre
Im Juni 1974 wurde Lovestone von Meany entlassen. Zu diesem Zeitpunkt hatte er sich durch seine fortgesetzte erbitterte Opposition gegen Nixons China-Kurs, die Beendigung des Vietnamkrieges und die Abrüstungsgespräche mit der Sowjetunion (vgl. SALT) sowie abwegig-provokatorische Vorschläge – gemeinsam mit Angleton befürwortete er allen Ernstes die Ernennung David Dubinskys zum US-Botschafter in der Sowjetunion – beim außenpolitischen Establishment in Washington völlig unmöglich gemacht. Der „fanatical anti-communist“ Lovestone war – ähnlich wie Clay im Falle des FTUC fast drei Jahrzehnte zuvor – intellektuell außerstande, die noch von Nixon eingeleitete, zwar nach wie vor feindselige, aber ungleich flexiblere Positionierung gegenüber dem sozialistischen Lager nachzuvollziehen. Er sah im Umfeld Nixons eine „German mafia“ (Haldeman, Ehrlichman u. a.) am Werk, deren Agenda ihm die „Errungenschaften“ der alten cold warriors zu untergraben schien. Zu diesen vermeintlichen „Liberalen“ zählte Lovestone erstaunlicherweise auch Henry Kissinger, den er intern als „bachelor of ambiguities“ und „doctor of disaster“ verspottete sowie als „the grave digger #1 of Western freedom“ bezeichnete.
Für Meanys Position innerhalb der AFL-CIO wurde außerdem die Nähe zu dem inzwischen bei vielen Funktionären als CIA-Mann bekannten Lovestone immer gefährlicher, da parallel die illegalen Aktivitäten der CIA im eigenen Land bekannt wurden (vgl. Operation CHAOS). In den Jahren zuvor hatte der Flügel um den im Mai 1970 tödlich verunglückten Walter Reuther gelegentlich Lovestone bloßstellende Informationen bekanntgemacht – so erschien bereits im Januar 1961 ein Artikel in der Washington Post, in dem unter Berufung auf Reuther der Europa-Verantwortliche des FTUC Irving Brown als „an operative of the CIA and not an independent unionist“ bezeichnet wurde. Daher trieb am Ende neben Kissinger auch Meany Lovestones Ausbootung im Rahmen eines größeren Personalaustausches voran. Ein Jahr nach Lovestone wurde auch Angleton entmachtet.
1976 erlitt Lovestone einen leichten Herzinfarkt, nahm aber als Beobachter und Berater weiter Anteil am politischen Geschehen. Seinen Arzt ließ er wissen: „How can I relax when the Italian elections are on Sunday?“ Ab 1983 setzten ihm Alter und Krankheit zunehmend zu; zuletzt fast erblindet, erlag er am 7. März 1990 in New York einem Herzinfarkt. Einige Wochen später fand in der Washingtoner Zentrale der AFL-CIO eine spärlich besuchte Gedenkveranstaltung statt, an der nach den Worten Philip M. Kaisers – Diplomat und in der Truman-Administration stellvertretender Arbeitsminister – „more CIA men (…) than labor men“ teilnahmen.

## Privatleben
Lovestone heiratete nie und hatte keine Kinder. Eine jahrzehntelange Beziehung verband ihn mit der sieben Jahre älteren Esther Mendelssohn, die er 1924 in Montreal – sie war zu diesem Zeitpunkt Mitglied der Kommunistischen Partei Kanadas – kennengelernt hatte. Mit Louise Page Morris war er ab 1950 ebenfalls lange liiert. Mit anderen Frauen lebte er kurzzeitig zusammen, so 1925/26 mit der deutschen Kommunistin Louise Geisler, die zuvor mit Heinz Neumann zusammen war und später Manabendra Nath Roy heiratete.
Lovestone, der kaum im eigentlichen Sinne private Interessen oder Neigungen hatte, war neben seiner Arbeit im FTUC auch in andere CIA-Operationen eingebunden. So gehörte er unter anderem dem Verwaltungsrat von Radio Free Europe an.

## Überwachung durch das FBI
Lovestones Seitenwechsel blieb dem FBI in seiner ganzen Tragweite zunächst verborgen. 1942 spielte J. Edgar Hoover eine Schlüsselrolle beim Scheitern von Lovestones OSS-Bewerbung. Jahre später – Lovestone war längst tragend in die Arbeit von State Department und CIA eingebunden – ordnete Hoover, der den ehemaligen Kommunisten offenbar für einen besonders raffiniert getarnten sowjetischen Agenten hielt, persönlich eine in Anbetracht der Umstände bizarr anmutende Ermittlung gegen denselben an. Im Herbst 1950 wurde ein Bewegungsprofil Lovestones erstellt, sein Telefon und seine Post wurden überwacht. Im Januar 1951 äußerten die auswertenden Beamten den Verdacht, dass Lovestone und seine Mitarbeiter „may be employed in a covert capacity or in a special project by the Army.“ Seit Juli 1952 wusste der FBI-Chef, dass Lovestone für die CIA arbeitete. Als Hoover im Februar 1954 erfuhr, dass Joseph McCarthy Lovestone im Visier hatte, ließ er den Senator warnen; er laufe in dieser Sache Gefahr, „to jump off into deep water.“ Einem Mitarbeiter gegenüber äußerte Hoover:
„There is no question but that Lovestone is a rather sinister character, and it is a fact that he is being paid by the government in a kind of third-party activity to carry on certain intelligence work through the labor situation for the CIA.“
Trotzdem setzte das FBI die Überwachungsaktion bis 1957 fort. Der gegenwärtig zugängliche Teil von Lovestones FBI-Akte umfasst etwa 5.700 Seiten.

## Ehrungen
- 1960: Großes Verdienstkreuz der Bundesrepublik Deutschland